# 筑田勝二
筑田 勝二（つくだ かつじ、1895年3月21日 - 1968年1月11日）は、日本の経営者。日本ペイント社長、会長を務めた。

## 経歴
宮城県出身。1916年に大阪高等商業学校を卒業し、1918年に日本ペイントに入社。1943年に監査役に就任し、取締役、専務を経て、1947年2月から1965年6月までに社長を務めた。1956年に大阪商業学園理事長にも就任。
1955年に紺綬褒章を受章し、1960年に藍綬褒章を受章し、1965年11月に勲三等瑞宝章を受章した。
1968年1月11日、心筋梗塞のために死去。72歳没。